# 摳經
摳經，是流傳於湖北天門、仙桃等地區的上大人牌遊戲。

## 牌具

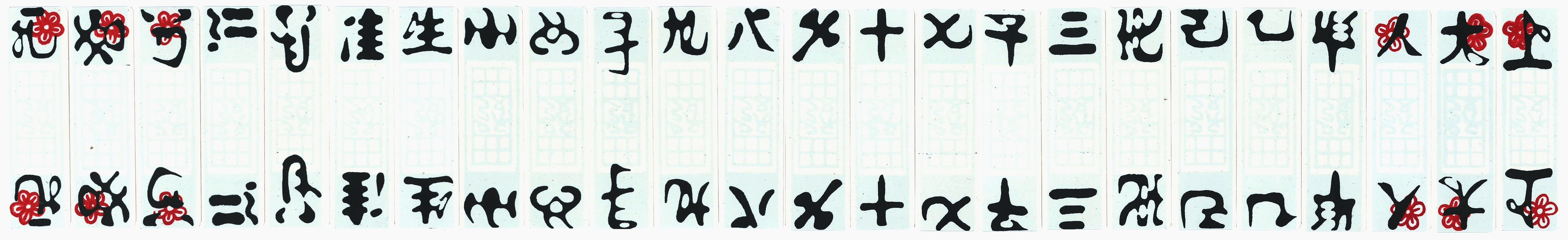
上大人牌

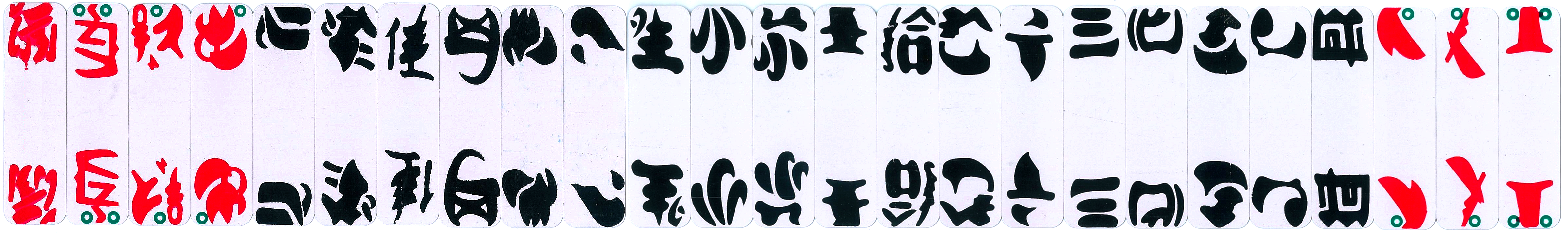
福祿壽牌

牌具屬於上大人牌，有「孔（邱）乙己、上大人、化三千、爾小生、佳作仁、七十士、八九子、可知禮。」這八句、二十四字，每種四張，共九十六張。其中第一句、最後一句的牌稱為紅門、或葷門，其餘牌稱為黑門或素門。還有的會加上稱為白板的四張百搭牌。武漢的最後一句改為「福祿壽」的雙色福祿壽牌。

## 牌規

### 流程
- 遊戲前，選擇採二門經、或三門經，以決定何些牌種可算胡數。
- 三到四人遊戲。四人遊戲時，一人作夢家，稱為守醒。以抽牌得到的順序決莊家、上家、下家，稱為搶頭。抽到白板則再抽一次。
- 莊家摸二十張，閒家摸十九張。
- 行牌類似麻將，同樣有吃、碰、槓，差別如下。
  - 吃牌需同一句的牌才能吃牌，該牌型稱為句。
  - 槓、吃可一起，稱為帶家眷溜。
- 槓牌以上家為優先。
  - 明刻稱為碰；暗刻為坎。
  - 明槓稱為溜；暗槓稱為暗溜。
- 只有同句的兩牌，稱為半卯，不必為相連牌。
- 二門經時，上、福的牌視為經；三門經，上、七、福的牌視為經。每有一張經算5胡。
- 以組成五面子、兩半卯，並且須牌型達成一定胡數才能胡牌。[1]

### 牌值
- 番種有清壺、重清、枯壺、重枯、台壺、重台、平壺等，同福祿壽牌的六個番種[2]，分數不明。如果使用白板，還有斷白、全白、自摸白等番種可加一番。
- 各牌型的胡數如下表。其中對子、半卯、句子只有其他牌型達到4胡以上才能算胡。[1]

| 牌型 | 胡數 |
| ---- | ---- |
| 經   | 5    |
| 碰   | 1    |
| 坎   | 3    |
| 溜   | 4    |
| 暗溜 | 5    |
| 對子 | 1    |
| 半卯 | 1    |
| 句子 | 1    |